# Attentato del bulldozer di Gerusalemme
L'attentato del bulldozer di Gerusalemme avvenne il 2 luglio 2008, quando un residente arabo di Gerusalemme Est, identificato come Hussam Taysir Duwait, attaccò diverse auto sulla strada di Jaffa a Gerusalemme in un attacco con un veicolo usando una pala caricatrice (erroneamente indicata come un bulldozer nei media), uccidendo 3 persone e ferendo almeno altri 30 pedoni, prima di essere colpito a morte. Il portavoce del governo israeliano Mark Regev affermò che un'inchiesta aveva indicato che l'attentato aveva agito da solo. La polizia sul posto definì l'azione un attacco terroristico. Da allora si sono verificati 3 attentati simili in Israele.
Questo attentato fu il secondo nel 2008 commesso da un arabo israeliano a Gerusalemme Ovest mentre portava una carta d'identità israeliana (che consente la libertà di movimento e viaggio in tutto Israele), il primo fu il massacro di Mercaz HaRav all'inizio di marzo 2008.

## L'attentato

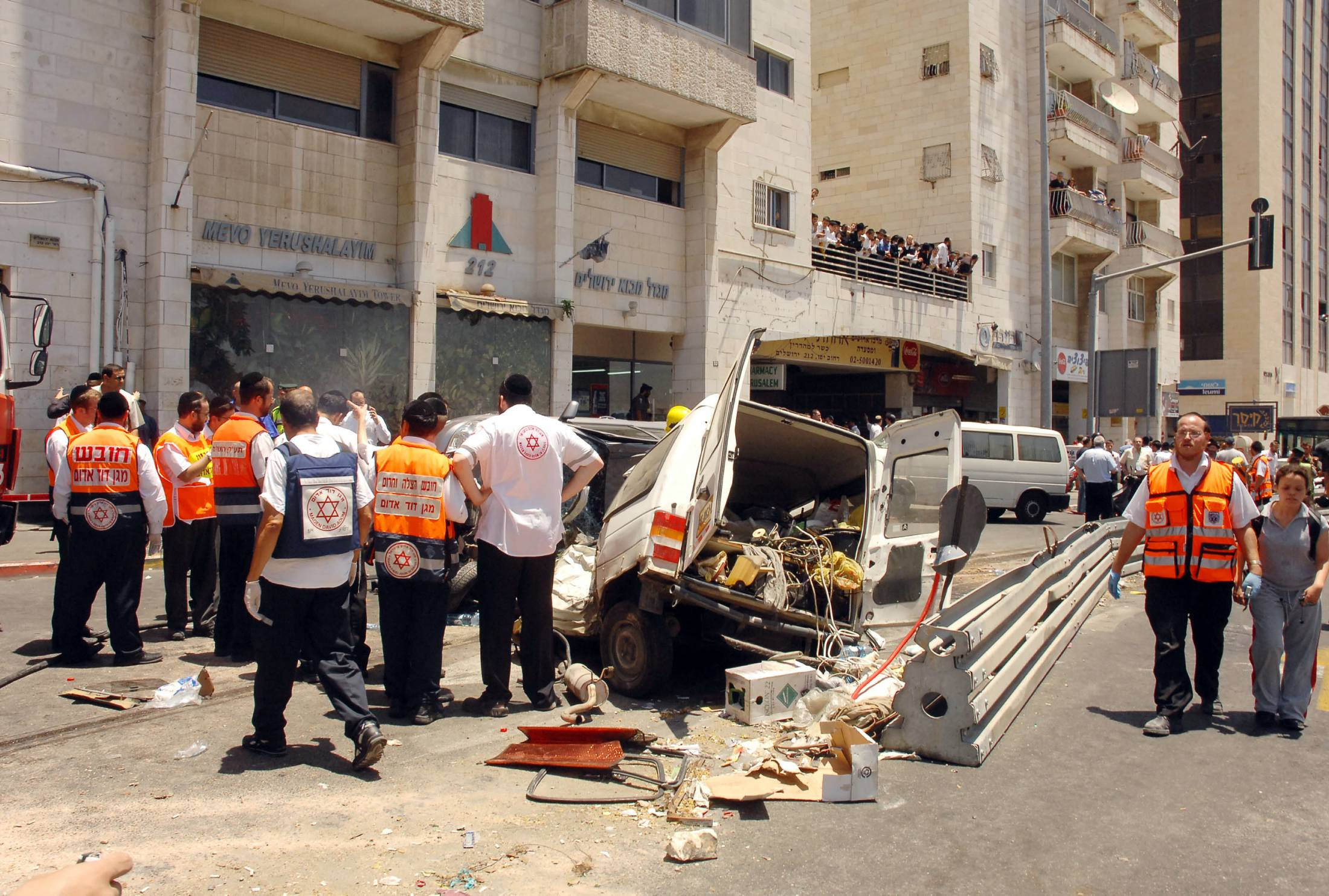
Danni causati dall'attentato.

Indagini preliminari suggerirono che il Caterpillar 966 fosse stato prelevato da un vicino cantiere sulla strada di Jaffa. L'autore guidò poi il veicolo contro il traffico, prima di colpire un autobus pubblico Egged vicino alla vecchia stazione centrale degli autobus della città. L'impatto ribaltò l'autobus su un fianco, colpendo veicoli e pedoni nelle vicinanze. L'autore, Hussam Taysir Duwait, fu anche sentito urlare "Allahu Akbar" durante l'attentato. Dopo che una donna della polizia stradale sparò al conducente, il veicolo si fermò, ma poi ripartì e schiacciò un'altra auto, uccidendo un'altra persona.
Nel punto in cui il veicolo si fermò per la prima volta, 3 uomini salirono sulla cabina: un soldato fuori servizio di 20 anni di Gerusalemme, Moshe Plesser, che si era da poco arruolato nelle forze di difesa israeliane, un poliziotto senza nome, e Oron Ben Shimon, un civile armato e manager di una società di sicurezza regionale. Secondo Oron, mentre stava lottando con l'autista all'interno della cabina, cercando di togliere i piedi dall'acceleratore e prendere il volante, urlò al soldato di sparare all'autista. Il soldato quindi afferrò la pistola di Oron e uccise Duwait con 3 colpi alla testa a bruciapelo. Dopo che il veicolo si fermò immediatamente di nuovo, il poliziotto in motocicletta Eli Mizrahi salì nella cabina e sparò altri due colpi.
Haaretz citò il soldato scrivendo che "mi sono avvicinato al bulldozer, cercando per tutto il tempo la mia arma per sparargli". Per coincidenza, il soldato era il cognato del capitano David Shapira, l'ufficiale di paracadutista che sparò e uccise l'autore del massacro di Mercaz HaRav.

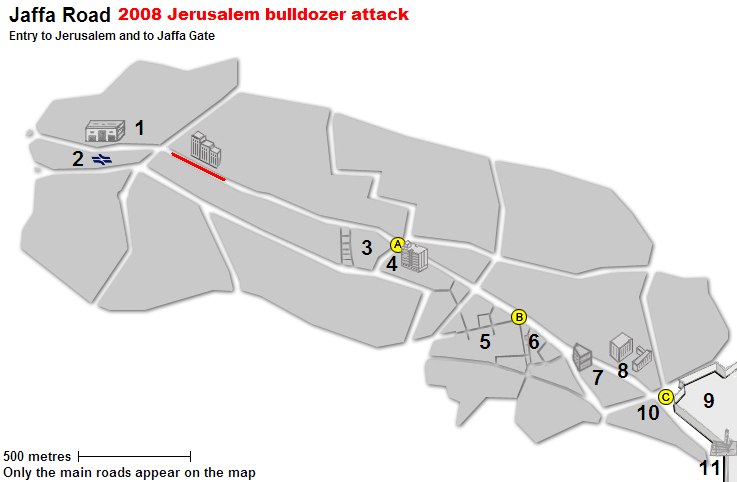
Percorso dell'attentatore.

### Vittime
- Batsheva Unterman, 33 anni, insegnante d'asilo di Gerusalemme;[12]
- Elizabeth Goren-Friedman, 54 anni, insegnante di Gerusalemme;[13]
- Jean Relevy, 68 anni, tecnico di condizionatori di Gilo.[14]

## L'attentatore
Duwait, un 32enne padre di 2 figli del quartiere di Sur Baher a Gerusalemme Est, portava con sé una carta d'identità israeliana ed era stato assunto da un'impresa edile locale per la tranvia di Gerusalemme.
3 organizzazioni palestinesi si presero la responsabilità dell'attentato: le Brigate dei Martiri di al-Aqsa, il "Battaglione per la libertà della Galilea" (in ebraico: גדודי חופשיי הגליל) e il Fronte Popolare per la Liberazione della Palestina. Nonostante tali rivendicazioni, il capo della polizia israeliana Dudi Cohen affermò che l'aggressore sembrava agire da solo e che "sembra che sia stato un atto spontaneo". Circa 2 ore dopo l'attentato, un portavoce di Hamas affermò che esso era "una risposta naturale all'aggressione israeliana". Tuttavia, sottolineò che Hamas non sapeva chi c'era dietro l'attentato.
Shimon Kokos, l'avvocato della famiglia dell'attentatore, affermò che Hussam "non era appartenuto ad alcuna organizzazione militante e potrebbe aver agito per pazzia temporanea" e che "se [lui] non fosse stato ucciso durante la sua furia, è dubbio che egli sarebbe stato giudicato idoneo a sostenere un processo". "Mio figlio non ha mai parlato di piani per eseguire un simile attacco, se l'avesse fatto avrei cercato di impedirlo", dichiarò il padre di Duwait.
Un'ex fidanzata ebrea di Duwait, commentò che "in realtà non odiava gli ebrei. Il fatto è che stava con me. È follia, ma la motivazione non era nazionalista" e anche che il suo cattivo umore potrebbe essere stato legato al suo "[fumare] un sacco di droghe".

## Conseguenze
Gli ufficiali della guardia di frontiera israeliana ordinarono alla famiglia Duwait di rimuovere la tenda a lutto che avevano eretto nel quartiere per il figlio attentatore. La famiglia smontò la tenda senza opporre resistenza. 2 giorni dopo l'attentato, il ministro della difesa Ehud Barak ordinò la demolizione delle case di Duwait e Alaa Abu Dhein (autore del massacro di Mercaz HaRav), come deterrente contro futuri attentati. A seguito del rigetto della corte suprema degli appelli della famiglia di Duwait, la sua casa venne rasa al suolo il 7 aprile 2009. Durante la demolizione, la polizia uccise a colpi di arma da fuoco un automobilista palestinese che investì e ferì 3 agenti di polizia.

### Attentato del bulldozer del 22 luglio 2008
Il 22 luglio 2008, un altro arabo residente a Gerusalemme Est, Ghassan Abu Tir, speronò la sua terna contro auto e contro un autobus sulla strada di re Davide a Gerusalemme. Ferì 24 persone, tra cui una la cui gamba era parzialmente recisa. Successivamente venne ucciso da una raffica di arma da fuoco di un poliziotto di frontiera e di un pedone armato. L'attacco venne visto come un atto imitativo dell'attacco del 2 luglio, causando timori di ripetuti atti imitativi in una nuova tattica terroristica emergente di attacchi di speronamento con veicoli. L'attentato avvenne proprio in fondo alla strada dall'hotel dove Barack Obama avrebbe dovuto soggiornare come parte di una visita in più Paesi.

### Attentato della BMW di Gerusalemme
Il 22 settembre 2008, Qassem Mughrabi, residente a Gerusalemme Est, guidò una BMW nera contro un gruppo di soldati fuori servizio in piedi in una strada di Gerusalemme ferendone 19. Mughrabi fu successivamente ucciso da uno dei soldati. I portavoce della polizia affermarono che l'evento fu un attacco terroristico, non un incidente.

### Attentato del 5 marzo 2009 di Gerusalemme
2 agenti di polizia rimasero leggermente feriti a Gerusalemme quando un autista di bulldozer arabo ribaltò la loro auto facendola scontrare con un autobus, prima di essere colpito a morte dalla polizia e da un tassista armato. L'aggressione avvenne intorno alle 13:00 locali vicino al centro commerciale Malha, sulla Boulevard Menachem Begin, a sud di Gerusalemme. La polizia disse che una copia del Corano era stata trovata nel bulldozer dopo l'attentato e che l'autista non aveva con sé alcun documento d'identità. La polizia israeliana e i residenti locali identificarono successivamente l'uomo come Marei Radaydeh, un operaio edile della Cisgiordania di circa 20 anni che viveva con la sua famiglia nel quartiere di Beit Hanina, a Gerusalemme Est. Radaydeh era sposato e aveva una figlia. Hamas elogiò l'attentato, definendolo una "risposta naturale" alla demolizione israeliana di alcune case palestinesi nella Gerusalemme Est araba e alle operazioni militari israeliane nella Striscia di Gaza.

## Reazioni internazionali
- Israele: Il primo ministro israeliano, Ehud Olmert, affermò che "non c'è modo di recintare gli arabi di Gerusalemme Est e ogni casa di un potenziale terrorista" e che "dobbiamo fermare gli attacchi terroristici compiuti dagli arabi di Gerusalemme Est, e se ciò deve essere fatto attraverso mezzi di deterrenza o la demolizione di una casa, allora così sia",[30] il presidente di Israele, Shimon Peres, espresse orgoglio per le azioni del soldato che sparò all'attentatore;[31]
- Palestina: il presidente Mahmūd Abbās condannò l'attentato, mentre Hamas lo lodò;[32][33]